# Flèche wallonne 1983
La Flèche wallonne 1983, 47e édition de la course, a lieu le 14 avril 1983 sur un parcours de 248 km. La victoire revient au Français Bernard Hinault, qui a terminé la course en 6 h 56 min 00 s, devant son compatriote René Bittinger et le Suisse Hubert Seiz.
Sur la ligne d'arrivée à Huy, 78 coureurs ont terminé la course. Pour la deuxième fois, le mur de Huy est au programme de la course, mais il ne sert pas encore d'arrivée.

## Classement final
| #  | Coureur           | Équipe                   |    | Temps           |
| -- | ----------------- | ------------------------ | -- | --------------- |
| 1  | Bernard Hinault   | Renault-Elf-Gitane       | en | 6 h 56 min 00 s |
| 2  | René Bittinger    | Sem-France Loire-Mavic   | +  | 0 s             |
| 3  | Hubert Seiz       | Cilo-Aufina              |    | 0 s             |
| 4  | Eddy Schepers     | Perlav-Eurosoap          |    | 0 s             |
| 5  | Jonathan Boyer    | Metauro Mobili-Pinarello |    | 0 s             |
| 6  | Joop Zoetemelk    | Coop-Mercier-Mavic       |    | 0 s             |
| 7  | Michel Pollentier | Safir-Van de Ven-Moser   |    | 1 min 12 s      |
| 8  | Guido Van Calster | Del Tongo-Colnago        |    | 1 min 14 s      |
| 9  | Alfons De Wolf    | Bianchi-Piaggio          |    | 1 min 14 s      |
| 10 | Greg LeMond       | Renault-Elf-Gitane       |    | 1 min 14 s      |